# Уигген, Кейт Дуглас
Кейт Дуглас Уигген (англ. Kate Douglas Wiggin, по второму браку Riggs; 28 сентября 1859 — 24 августа 1923) — американская писательница.

## Биография
Родилась в семье юриста. Окончила Abbot Academy в Андовере.
В 1880 году вышла замуж за адвоката Самуэля Брэдли Уиггена, который умер в 1889 году. В 1895 году вышла замуж за Джорджа Риггса.

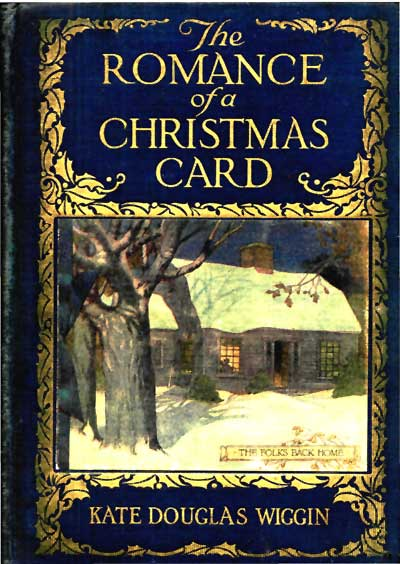
Обложка произведения Уигген The Romance of a Christmas Card (1916)

Писала рассказы и повести главным образом из детской жизни. Место действия большинства повестей Уигген — американская провинция, мелкие посёлки и фермы. Уигген создавала идеал образцовой семьи, дружной и весёлой, несмотря на бедность. Творчество Уигген чрезвычайно оптимистично и пронизано беззлобным юмором. Самая популярная из повестей Уигген, «Ребекка с фермы Саннибрук» (англ. Rebecca of Sunnybrook Farm, 1903), много раз переиздавалась в Америке и переведена на ряд иностранных языков. По этой пьесе в 1909 году был поставлен спектакль, а позже снят ряд художественных фильмов. Излюбленная тема Уигген — дружба сирот между собой, их старание помогать взрослым в работе.
Описывая современную ей семейно-бытовую жизнь, Уигген не только не критиковала действительность, но идеализировала её. Все злоключения бедных происходят, по Уигген, из-за их недостатков. Уигген проповедует им довольство настоящим и социальный мир.